# Pápias de Hierápolis
Pápias foi um escritor do primeiro terço do século II e um dos primeiros líderes da igreja cristã, canonizado como santo. Eusébio de Cesareia o chama de bispo de Hierápolis (atualmente Hierápolis-Pamukkale, Turquia), que fica a 22 km de Laodiceia e Colossas (ver Colossenses 4:13). Ireneu diz que ele foi companheiro de Policarpo, consequentemente discípulo do apóstolo João. Conforme a tradição ele foi martirizado junto com Policarpo (155).
Suas Interpretações dos Ditados do Senhor (a palavra "ditados" é Λογίων) em cinco livros teria sido uma das principais autoridades no início da exegese das palavras de Jesus, alguns dos quais são registrados no Evangelho de Mateus e no Evangelho de Lucas. Entretanto, o livro não sobreviveu e só é conhecido através de fragmentos citados em escritores posteriores, como Ireneu em Contra as Heresias e mais tarde por Eusébio em História Eclesiástica, a primeira história de sobrevivência da Igreja primitiva. Homem curioso, Pápias foi o primeiro a investigar as origens dos cristianismo[carece de fontes?].

## Vida e obra
Segundo Ireneu, Pápias teria deixado algumas informações a respeito de João, que o apóstolo continuou ensinando Cristo após a ressurreição e que Ele teria prometido um reino terrestre próspero, de paz e abundância. Pápias foi um entusiasmado milenarista e influenciou toda a sua geração acerca dessa doutrina. Eusébio de Cesareia, por ser contra a ênfase milenarista de Papias, tentou desfigurar de todos os modos a figura deste homem, questionando inclusive a sua capacidade intelectual.
Infelizmente a obra de Pápias sobreviveu apenas nas citações de Eusébio e Ireneu e desapareceu por volta de 1341 dos catálogos da Biblioteca de Estames, um mosteiro cisterciense. Ele foi um dos biografados por São Jerônimo em sua obra De Viris Illustribus (Sobre Homens Ilustres - capítulo 18).
A Patrologia Grega, de Migne (livro 5), contém vários fragmentos sobre suas obras. Chama a atenção o fato de ele ser o primeiro a apresentar a lista de irmãos de Jesus como parentes d'Ele, possivelmente primos, e a colocar como mãe deles uma parenta de Maria, esposa de Cleófas.